# Potencia de diez

Visualización de las potencias de 10 desde 1 a un millardo.

Se conoce como potencia de diez a todas las potencias enteras de 10, {\displaystyle 10^{n}}, es decir, 10 multiplicado por sí mismo N veces. Se conoce como unidad seguida de ceros a la colectividad de todas las potencias enteras positivas de 10 :(10, 100, 1000, 10 000, 100 000, etc.); en otras palabras, todos aquellos números que están formados por un 1 (la unidad) seguido de cualquier número de ceros. Se conoce como un precedida de ceros a todas las potencias enteras negativas de 10 (0,1; 0,01; 0,001; 0,000 1, 0,000 01, etc.), en otras palabras, todo número formado por un 1 precedido número de ceros

## Potencias positivas de diez
| Número  | Potencia de 10            | Nombre       | Sustantivo             | Prefijo del SI |
| 1       | {\displaystyle 10^{0}\,}  | uno          | unidad                 |                |
| 10      | {\displaystyle 10^{1}\,}  | diez         | decena                 | deca           |
| 100     | {\displaystyle 10^{2}\,}  | cien         | centena                | hecto          |
| 1 000   | {\displaystyle 10^{3}\,}  | mil          | millar o unidad de mil | kilo           |
| 10 000  | {\displaystyle 10^{4}\,}  | diez mil     | decena de millar       | miria          |
| 100 000 | {\displaystyle 10^{5}\,}  | cien mil     | centena de millar      |                |
| 1 000   | {\displaystyle 10^{6}\,}  | un millón    | unidad de millón       | mega           |
| 1 000   | {\displaystyle 10^{9}\,}  | millardos    | millar de millón       | giga           |
| 1 000   | {\displaystyle 10^{12}\,} | billones     |                        | tera           |
| 1 000   | {\displaystyle 10^{15}\,} | billardos    | millar de billón       | peta           |
| 1 000   | {\displaystyle 10^{18}\,} | trillones    |                        | exa            |
| 1 000   | {\displaystyle 10^{21}\,} | trilllardos  |                        | zetta          |
| 1 000   | {\displaystyle 10^{24}\,} | cuatrillones |                        | yotta          |

## Potencias negativas de diez
| Nombre            | Potencia de 10             | Número        | Prefijo del SI |
| décimo/a          | {\displaystyle 10^{-1}\,}  | 0,1           | deci           |
| centésimo/a       | {\displaystyle 10^{-2}\,}  | 0,01          | centi          |
| milésimo/a        | {\displaystyle 10^{-3}\,}  | 0,001         | mili           |
| diezmilésimo/a    | {\displaystyle 10^{-4}\,}  | 0,000 1       |                |
| cienmilésimo/a    | {\displaystyle 10^{-5}\,}  | 0,000 01      |                |
| millonésimo/a     | {\displaystyle 10^{-6}\,}  | 0,000 001     | micro          |
| milmillonésimo/a  | {\displaystyle 10^{-9}\,}  | 0,000 000 001 | nano           |
| billonésimo/a     | {\displaystyle 10^{-12}\,} | 0,000 000 001 | pico           |
| milbillonésimo/a  | {\displaystyle 10^{-15}\,} | 0,000 000 001 | femto          |
| trillonésimo/a    | {\displaystyle 10^{-18}\,} | 0,000 000 001 | atto           |
| miltrillonésimo/a | {\displaystyle 10^{-21}\,} | 0,000 000 001 | zepto          |
| cuatrillonésimo/a | {\displaystyle 10^{-24}\,} | 0,000 000 001 | yocto          |